# Franz Joseph von Battenberg

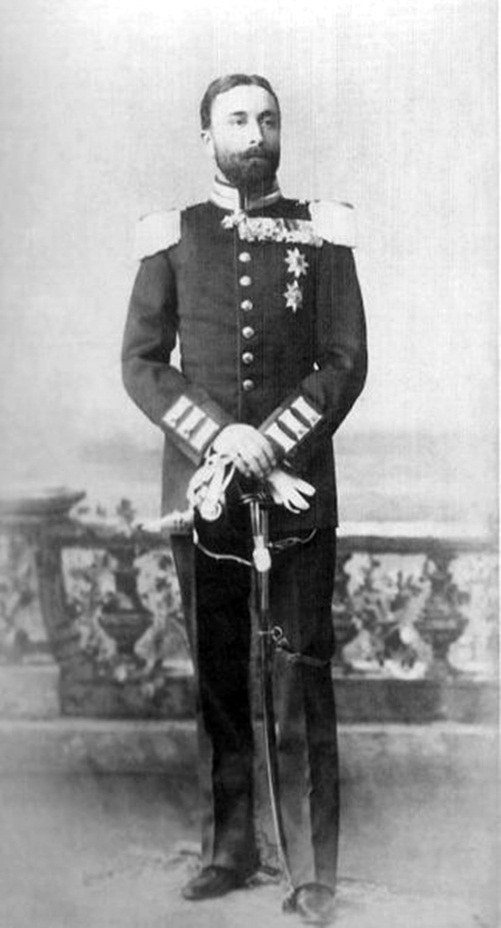
Porträt von Prinz Franz Joseph von Battenberg, um 1900

Prinz Franz Joseph von Battenberg (* 24. September 1861 in Padua; † 31. Juli 1924 in Schaffhausen) war ein Mitglied des Hauses Battenberg, einer Nebenlinie des hessischen Herrscherhauses.

## Leben
Franz Joseph, genannt „Franzjos“, war der vierte Sohn von fünf Kindern des Prinzen Alexander von Hessen-Darmstadt (1823–1888), Begründer des Hauses Battenberg, und seiner morganatischen Ehefrau, der Gräfin bzw. Prinzessin Julia von Battenberg (1825–1895), Tochter des polnisch-russischen Grafen Hans Moritz Hauke und seiner Gattin Sophie Lafontaine, Tochter des Militärarztes Franz Leopold Lafontaine. Durch die nicht standesgemäße Ehe seiner Eltern konnten er und seine Geschwister nicht den Titel Prinz bzw. Prinzessin von Hessen tragen; er führte den Titel eines Prinzen von Battenberg nach dem bereits 1314 ausgestorbenen Geschlecht der Grafen von Battenberg.
Nach seiner schulischen Ausbildung, erhielt er eine militärische Ausbildung in Potsdam. Nachdem sein älterer Bruder, Prinz Alexander Joseph, am 17. April 1879 zum bulgarischen Fürsten gewählt wurde und keine legitimen Nachkommen hatte, galt er als dessen Nachfolger. 1885 nahm Franz Joseph als Premierleutnant des 1. Bulgarischen Reiterregiments am Serbisch-Bulgarischen-Krieg teil; für sein Wirken erhielt er die Beförderung zum Oberstleutnant. 1886 wurde Fürst Alexander I., in Anwesenheit von Franz Joseph, von russischgesinnten Offizieren gestürzt und am 26. August desselben Jahres zur Abdankung gezwungen.
Auf einem Familientreffen in London lernte Prinz Franz Joseph 1894 die Erbin des amerikanischen Eisenbahnmagnaten, Consuelo Vanderbilt (1877–1964), ein Mitglied der prominenten Familie Vanderbilt und Cousine von Gertrude Vanderbilt Whitney, kennen. Doch ihre Mutter Alva Vanderbilt Belmont, eine bekannte Frauenrechtlerin, hatte für ihre Tochter den britischen Politiker Charles Spencer-Churchill, 9. Duke of Marlborough, als Ehemann auserkoren. Enttäuscht reiste Franz Joseph ab. Am 18. Mai 1897 heiratete Prinz Franz Joseph in Cetinje die Prinzessin Anna von Montenegro (1874–1971), die sechste Tochter des Fürsten bzw. König Nikola I. Petrović Njegoš und seiner Frau Milena Vukotić. Die Ehe, die allen Berichten zufolge glücklich verlief, blieb kinderlos.

## Schriften
- Franz Joseph von Battenberg: Die volkswirthschaftliche Entwicklung Bulgariens von 1879 bis zur Gegenwart. Veit, Leipzig 1891 (Digitalisat)